# Max Gutmann
Max Gutmann (* 7. April 1923 in Treuchtlingen; † 13. Januar 1996 in Augsburg) war ein deutscher Unternehmer und Mäzen. Er gilt als einer der bedeutendsten Förderer sportlicher und wissenschaftlicher Einrichtungen der Stadt Augsburg.

## Leben
Der aus dem mittelfränkischen Treuchtlingen stammende Gutmann übersiedelte mit seinen Eltern früh nach Augsburg und wuchs dort zusammen mit seinen vier Geschwistern auf. Nach der Oberrealschule schloss er eine Kaufmannslehre ab und eröffnete 1945 im Haus seiner Eltern am Mittleren Graben einen Bekleidungshandel. Drei Jahre später zog er zunächst als Mieter in die Bahnhofstraße um. Da sich sein Geschäft weiterhin gut entwickelte, erwarb er die Immobilie 1961. Als Eigentümer eines renommierten Bekleidungshauses konnte Gutmann in der Folge viele Kontakte zu Prominenten knüpfen. Und seinen wirtschaftlichen Erfolg nutzte er für ein umfassendes soziales Engagement. Besonderes Anliegen war ihm dabei die Förderung des Sports. So unterstützte er unter anderem den Schulsport sowie unterklassige Sportvereine, stiftete Trophäen und finanzierte Sportveranstaltungen. 1965 rief er zusammen mit dem Sportjournalisten Horst Eckert die Prominentenmannschaft Datschiburger Kickers ins Leben, die in wechselnder Besetzung mit Benefizspielen Geld für soziale Zwecke sammelte.

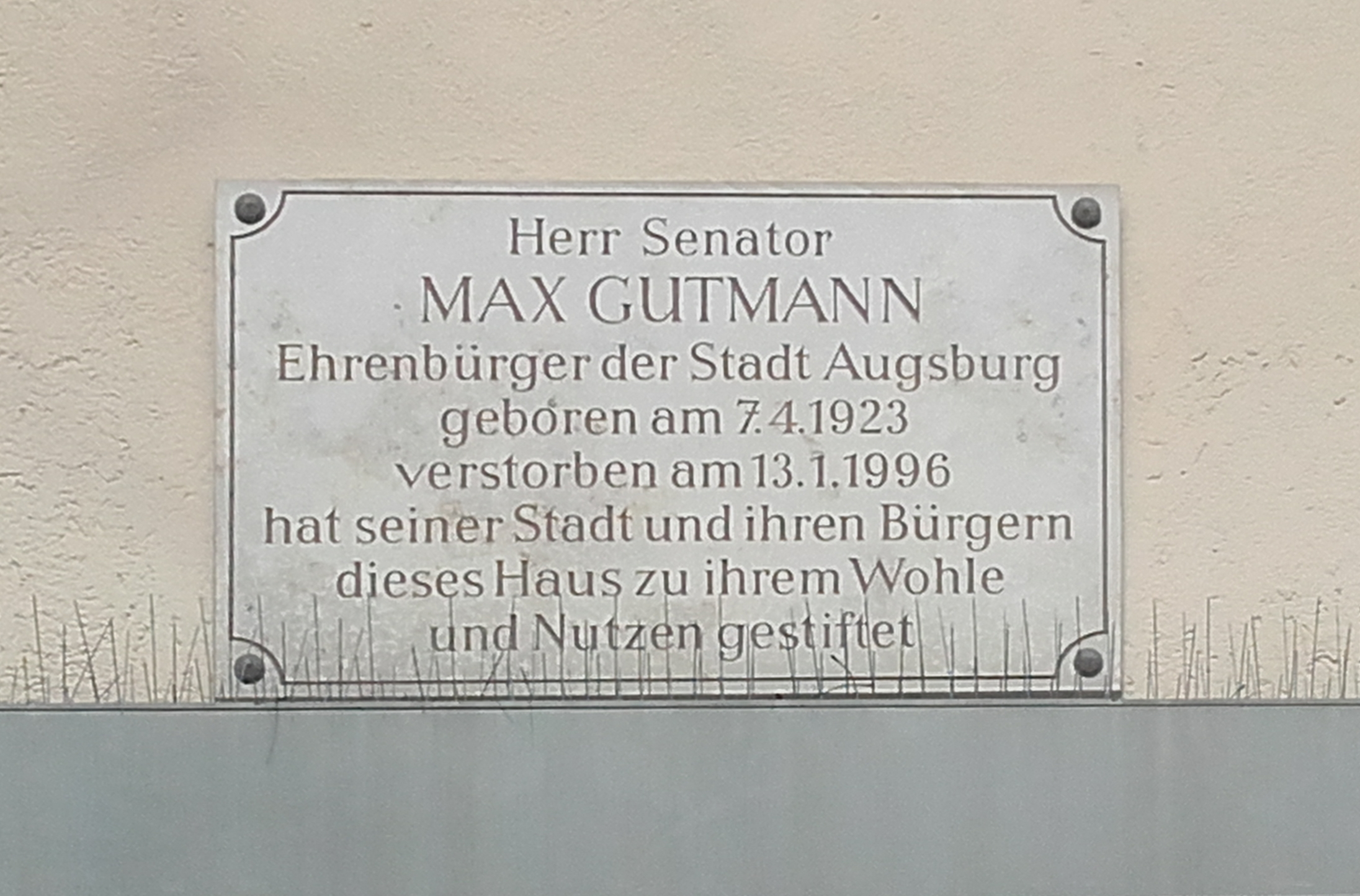
Gedenktafel in der Augsburger Bahnhofstraße 18 1/3

Ab Anfang der 1980er Jahre begann Gutmann auch die wissenschaftlichen Einrichtungen der Stadt zu unterstützen. Gemeinsam mit dem Münchener Unternehmer Erwin Mair legte er im November 1984 den finanziellen Grundstock der Augsburger Universitätsstiftung. 1990 stiftete er den mit 2.000 D-Mark dotierten Max-Gutmann-Preis für besonders qualifizierte Dissertationen und Magisterarbeiten in den Bereichen Sport- und Wirtschaftswissenschaften. Für die Unterstützung sozialer bzw. caritativer sowie sportlicher Projekte gründete er 1995 die Max-Gutmann-Stiftung.
Testamentarisch vermachte er der Universität Augsburg eines seiner Häuser. Mit dem Verkaufserlös in Höhe von 615.000 DM wurden nach Gutmanns Willen dauerhafte Unterbringungsmöglichkeiten für Gäste der Universität geschaffen.

## Auszeichnungen und Ehrungen
- Ehrensenator der Universität Augsburg (1984)
- Senator h. c. der Perlachia Augsburg
- Großes Bundesverdienstkreuz
- Bayerischer Verdienstorden
- Ehrenbürger von Augsburg (24. Januar 1996)
- Benennung einer Straße im Augsburger Prinz-Karl-Viertel
- Benennung der Sporthalle der Universität Augsburg (1999)
- Benennung einer Laufstrecke innerhalb der Sportanlage Süd[3]